# Dendrobium rumphiae
Dendrobium rumphiae är en orkidéart som beskrevs av Heinrich Gustav Reichenbach. Dendrobium rumphiae ingår i släktet Dendrobium, och familjen orkidéer. Inga underarter finns listade i Catalogue of Life.